# Allocasuarina inophloia
Allocasuarina inophloia là một loài thực vật có hoa trong họ Casuarinaceae. Loài này được (F.Muell. & F.M.Bailey) L.A.S.Johnson mô tả khoa học đầu tiên năm 1982.

## Hình ảnh

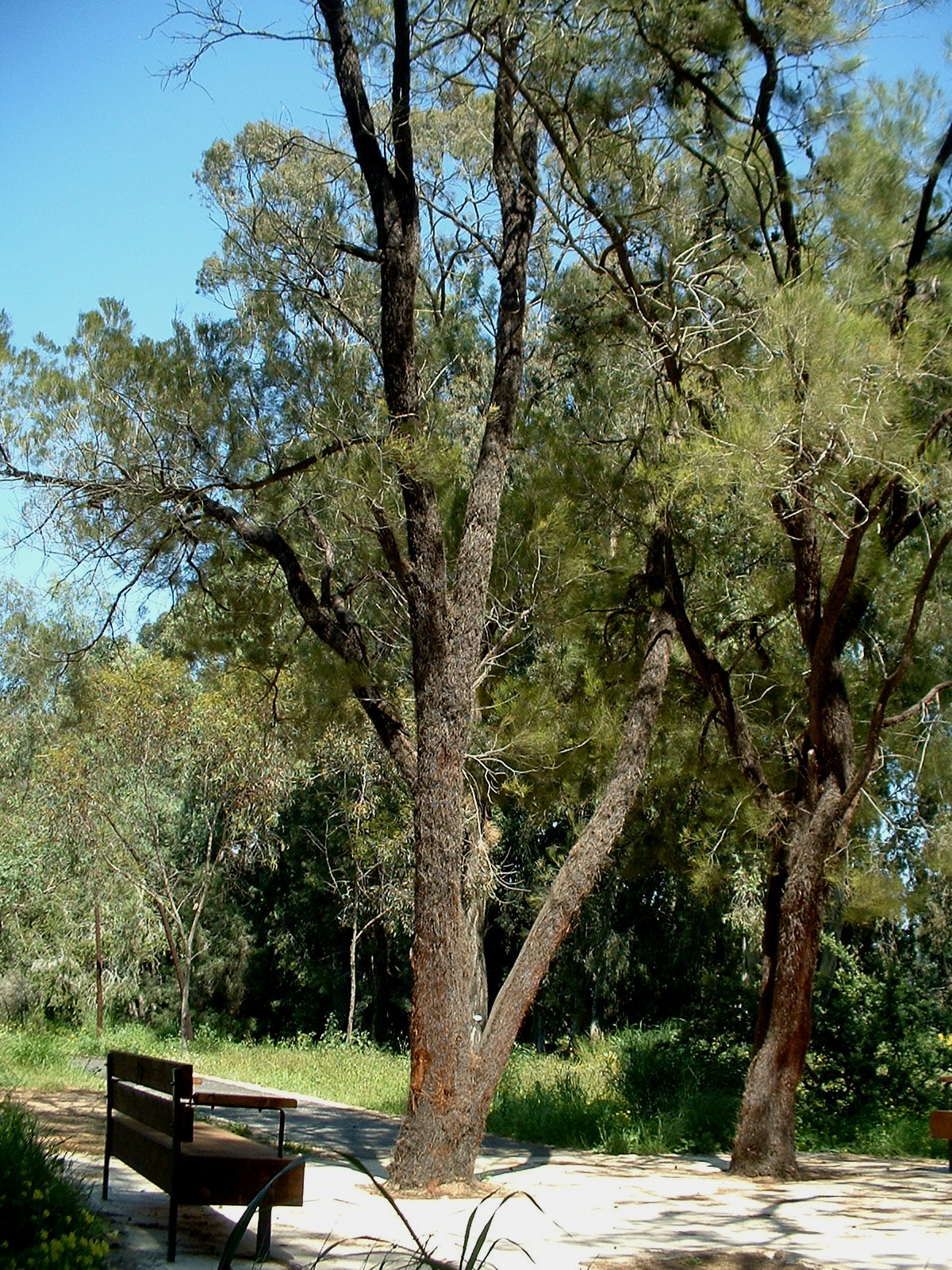
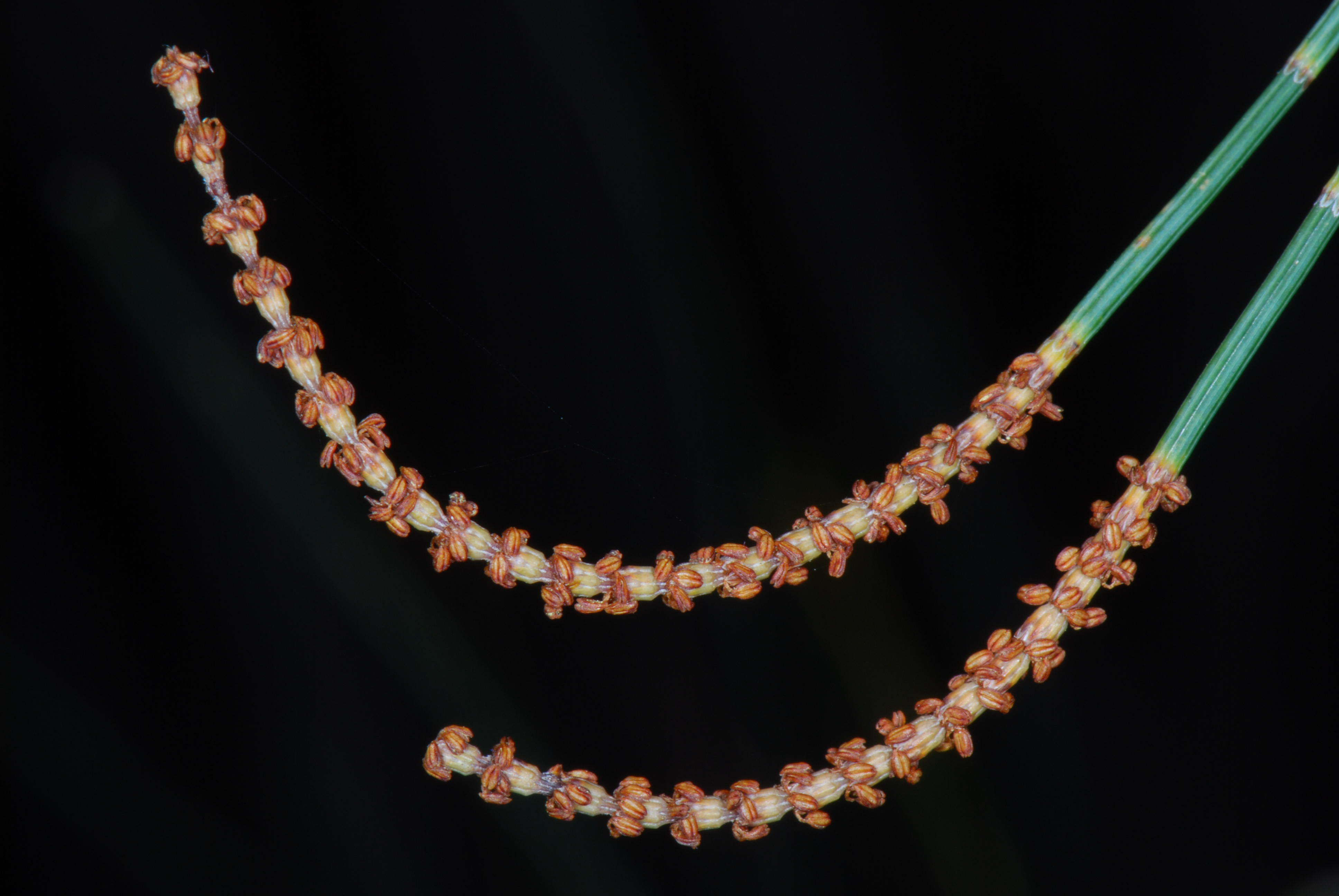
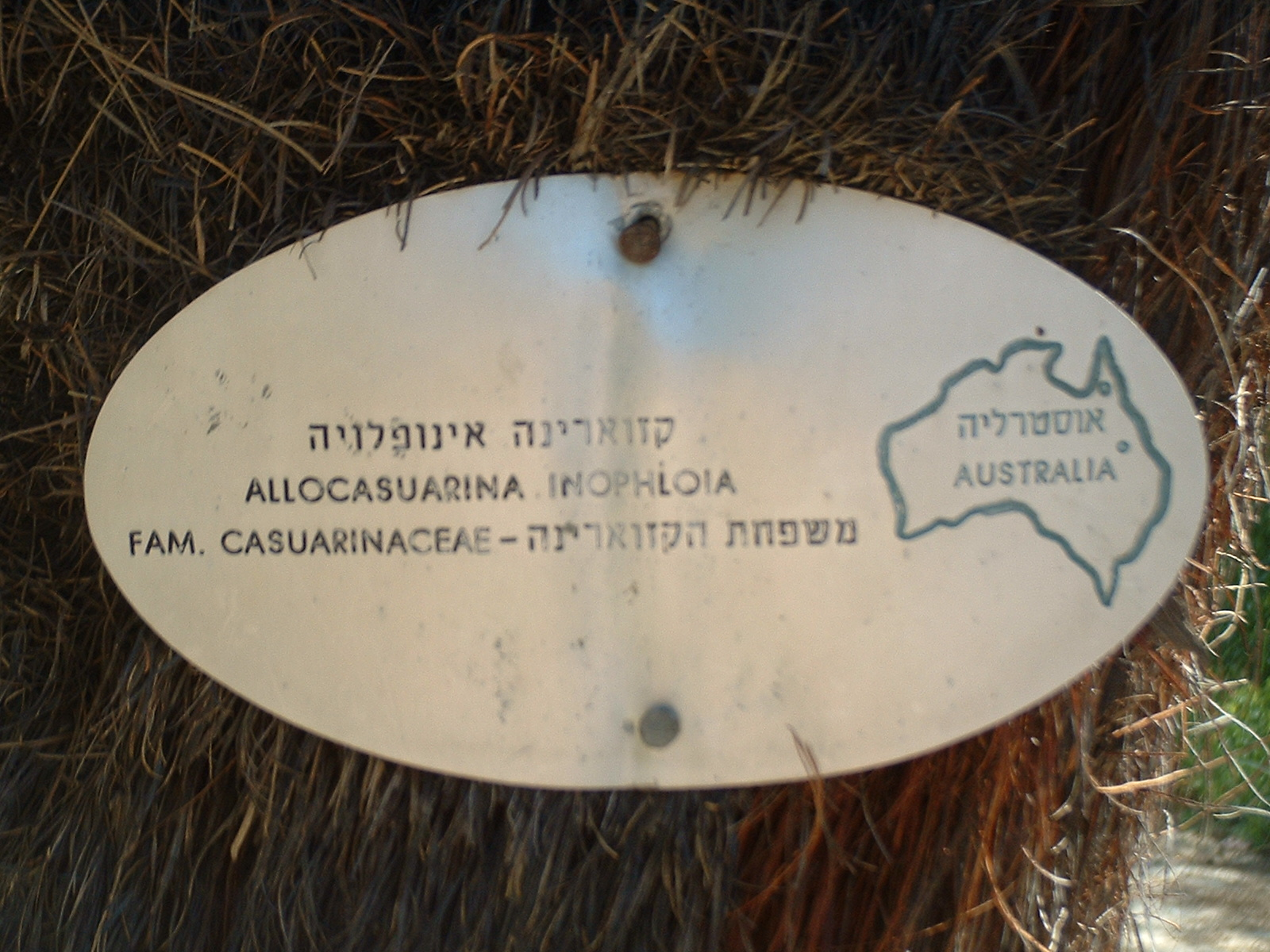